# Stora Enso
Stora Enso Oyj — фінсько-шведська лісопромислова компанія, одна з найбільших у світі[джерело?]. Штаб-квартира — в столиці Фінляндії Гельсінкі.

## Історія
Заснована в 1998 шляхом злиття шведської добувної і лісопромислової компанії Stora та фінської лісопромислової компанії Enso-Gutzeit Oy. 

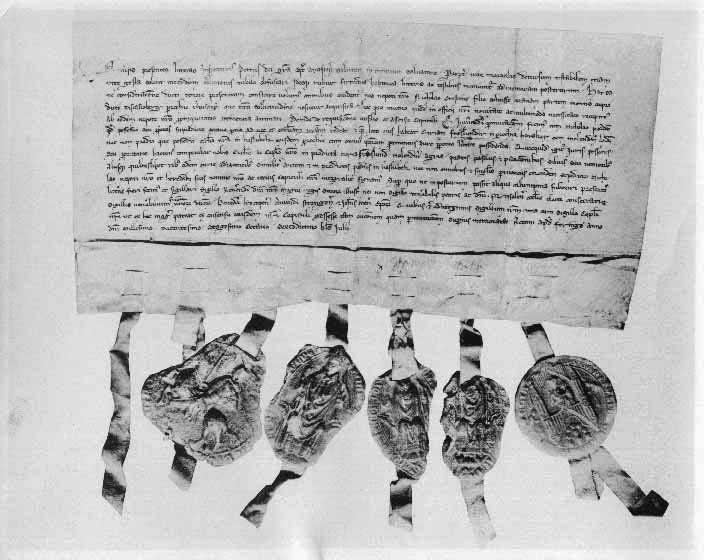
Акція Stora, що датується 1288 роком. Давала право на володіння 1/8 частиною копальні Стура-Коппарберг у місті Фалун.

Stora була найстарішою корпорацією (компанією з обмеженою відповідальністю) на Землі. Ще в 1347 році ця фірма, тоді мала назву Stora Kopparberg, отримала привілей (грамоту) від короля Швеції Магнуса Ерікссона на видобуток мідної руди на Фалунських рудниках. Найбільш ранній документ, що свідчить про існування цієї компанії, сягає 1288 року.
Stora Kopparbergs Bergslags AB була включена в сучасну компанію акціонерів в 1862 році. До кінця 19-го століття компанія відмовилась від видобутку та зайнялася виробництвом целюлозно-паперової продукції. 
У 1970-х роках компанія зосередилась на лісовій діяльності.  
У 1984 році назва компанії була скорочена до Stora AB.   
У 1997 році за рік до злиття з Enso, Stora мала 20 400 співробітників та оборот 44,5 млрд. шведських крон. 1998 року компанія злилася з Enso та сформувала Stora Enso.   
У 2000 році концерн придбав американську компанію Consolidated Papers, яка виявилася збитковою. Stora Enso інвестувала гроші в розвиток компанії і потім продала її. Збитки від угоди склали кілька мільярдів євро.
У 2013 році з метою економії коштів (до 200 млн євро в рік), компанія прийняла програму зі скорочення 2 500 робочих місць, з яких 650 — у Фінляндії. На шведських підприємствах вирішили звільнити 750 осіб, в Європі — 850, за межами Європи — 250 працівників.

## Власники і керівництво
Основний власник акцій компанії — уряд Фінляндії (12% акцій), ще 24% належить фінським і шведським інституційним інвесторам, 12,8% — у власників ADR.
Голова ради директорів компанії — Клаес Дальбек (Claes Dahlbäck). Головний керівник — Йоуко Карвінен (Jouko Karvinen).

## Діяльність
Компанія спеціалізується на виробництві різних сортів паперу, целюлози, продуктів деревообробки. 
Чисельність персоналу компанії — 46,1 тис. чоловік. За дев'ять місяців 2006 Stora Enso виробила 10,96 млн т паперу і картону, а також 4,9 млн м³ лісопильної продукції. Виручка за цей період склав 10,86 млрд євро ($ 13,77 млрд), чистий прибуток — 324,4 млн євро ($ 411,33 млн). За весь 2006 рік виручка склала 14,6 млрд євро ($ 781,1 млн), чистий прибуток — 589,2 млн євро ($ 19,3 млрд).
Паперове покриття, яке біологічно розкладається розроблене компанією в 2014 році спільно з Державним технічним науково-дослідним центром (VTT) і Науково-дослідним центром сільського господарства і продовольства (MTT), може незабаром замінити плівку з чорного поліетилену на овочевих грядках.
У 2012-2014 роках концерн планує інвестувати в будівництво картонно-целюлозного заводу в місті Бейхай на півдні Китаю 1,6 млрд євро, що буде найбільшою промислової інвестицією за всю історію Фінляндії та фінсько-китайських відносин.

## Керівництво
Основний власник акцій компанії — уряд Фінляндії (12% акцій), ще 24% належить фінським і шведським інституціональним інвесторам, 12,8% — у власників ADR. 
Голова ради директорів компанії — Клаес Дальбек. Головний керуючий — Йоукі Карвін. 